# Hājo
Hājo är en ort i Indien.   Den ligger i distriktet Kāmrūp och delstaten Assam, i den östra delen av landet, 1 400 km öster om huvudstaden New Delhi. Hājo ligger 58 meter över havet och antalet invånare är 15 977.
Terrängen runt Hājo är mycket platt. Runt Hājo är det tätbefolkat, med 266 invånare per kvadratkilometer. Hājo är det största samhället i trakten. Trakten runt Hājo består till största delen av jordbruksmark.